# Soulages
Soulages – miejscowość i gmina we Francji, w regionie Owernia-Rodan-Alpy, w departamencie Cantal.
Według danych na rok 1990 gminę zamieszkiwało 107 osób, a gęstość zaludnienia wynosiła 7 osób/km² (wśród 1310 gmin Owernii Soulages plasuje się na 737. miejscu pod względem liczby ludności, natomiast pod względem powierzchni na miejscu 622.).